# Croton badiocalyx
Espèce
Croton badiocalyx est une espèce de plantes à fleurs du genre Croton et de la famille des Euphorbiaceae, présente en Colombie.